# Prêmio eSports Brasil 2018
A segunda edição do Prêmio eSports Brasil reservou diversas surpresas e também reconheceu grandes talentos do país que brilharam neste ano. Na cerimônia realizada nesta quarta-feira, no Memorial da América Latina, em São Paulo, André "nesk" foi a estrela da noite. Campeão mundial da Pro League de Rainbow Six Siege com a Team Liquid, ele não só foi eleito o Melhor Atleta de R6 de 2018 como também foi coroado o Atleta de eSports do Ano. Diga-se de passagem, foi o único a receber dois troféus.

## Categorias
Títulos em negrito e listados em primeiro venceram nas respectivas categorias:

### Categorias Técnicas
| Melhor atleta de League of Legends                                                                                     | Personalidade do ano |
| --- | --- |
| - Matheus "dyNquedo" Rossini - Felipe "brTT" Gonçalves - Alexandre "TitaN" Lima                                        | - Felipe "YoDa" Noronha - Camila "Camilota XP" Silveira - Alan "alanzoka" Ferreira                                                    |
| Melhor atleta de Dota 2                                                                                                | Melhor atleta de Overwatch |
| - William "hFn" Anastácio - Otavio "Tavo" Gabriel - Heitor "Duster" Pereira                                            | - Felipe "liko" Ruiz - Mateus "neil" Kroeber - Renan "alemao" Moretto                                                                 |
| Melhor atleta de Raibow Six Siege                                                                                      | Melhor atleta card game |
| - André "nesk" Oliveira - Gabriel "cameram4n" Hespanhol - Léo "ziGueira" Duarte                                        | - Lucas "Rase" Guerra - Leo "leomane" Almeida - Rodrigo "Perna" Castro                                                                |
| Melhor atleta de outras modalidades                                                                                    | Melhor atleta de futebol virtual |
| - Diego "Kelazhur" Schwimer - Starcraft 2 - Joseph "Tecnosh" Touma – PUBG - Thomas "Brolynho" Proença – Street Figther | - Pedro Resende - Felipe Mestre - Guilherme "GuiFera" Fonseca                                                                         |
| Melhor atleta de CS:GO                                                                                                 | Atleta revelação |
| - Gabriel "FalleN" Toledo - Epitácio "TACO" de Melo - Marcelo "coldzera" David                                         | - Luccas "Paluh" Molina - Raibow Six Siege - Maick "NoMercy" Barbosa - Arena of Valor - Sérgio "Surgical TS" Gonçalves - Clash Royale |

### Categorias Populares
| Melhor Streamer                                                                | Melhor Organização                                                                           |
| ------------------------------------------------------------------------------ | -------------------------------------------------------------------------------------------- |
| - Neto "netenho" Cavalcante - Felipe "YoDa" Noronha - Flavio "Jukes" Fernandes | - Black Dragons - Flamengo eSports - W7M Gaming                                              |
| Craque da Galera                                                               | Melhor Jogo                                                                                  |
| - Felipe "brTT" Gonçalves - Eidi "esA" Yanagimachi - Caio "400 kg" Lazzaro     | - League of Legends (LoL) - Counter-Strike: Global Offensive (CS:GO) - Raibow Six Siege (R6) |